# Neherec
Neherec, také zvaný naturščik, je představitel herecké role, který ale nemá žádné herecké vzdělání, zkušenosti, a zpravidla ani ambice (tím se pojem liší od ochotníka). Může být obsazen na základě lokality (žije či pracuje v místě natáčení), na základě vzhledu (náhodným výběrem přímo „z ulice“) či na základě vazby na tvůrčí štáb (rodina, přátelé apod.).
Na rozdíl od komparzisty se nejedná o adepta herecké profese, po ztvárnění role se obvykle vrací ke svému původnímu životu a zaměstnání. Neherec je také zpravidla obsazen do role rozsahem přesahující komparz, běžně i do role hlavní.
Odlišným případem je cameo, neboť klasický neherec je osoba do té doby veřejně neznámá.
Někteří autoři s neherci pracují programově, většinou pro zajištění co nejpřirozenějšího projevu nebo civilního až dokumentárního vyznění snímku (bez známých tváří). Často jde také o finanční důvody u nízkorozpočtových produkcí. Někdy je obsazení snímku kompletně neherecké, jindy jde o kombinaci herců a neherců, která ale nemusí vždy dobře fungovat.

## Příklady
S neherci často pracovali italští neorealisté, např. Vittorio De Sica obsadil dělníka Lamberta Maggioraniho do hlavní role svých slavných Zlodějů kol a profesora lingvistiky Carla Battistiho do titulní role Umberta D. Prakticky jenom neherci (sicilští rybáři) vystupovali ve Viscontiho eposu Země se chvěje; s oblibou obsazoval neherce Pier Paolo Pasolini.
V československé kinematografii prosluli svou prací s neherci představitelé nové vlny Miloš Forman, Jaroslav Papoušek a Ivan Passer. Z některých jejich „objevů“ se stali populární filmoví protagonisté, jako např. Josef Šebánek, Milada Ježková, Jan Vostrčil. Neherce také běžně angažovala Věra Chytilová, např. v Panelstory. Obsazení důchodce Emila Nedbala ve snímku Ropáci Jana Svěráka je příkladem volby neherce pro pseudodokument.
Neherecké výkony byly jednou z esencí svéráze a popularity Divadla Járy Cimrmana, jeho představitelé si však dlouhodobou rutinou vyvinuli styl v podstatě herecký (resp. ochotnický).
Obvykle jsou neherci také představitelé dětských rolí, většinou vybíraní typově. Někdy se mohou ujmout, zahrát si v řadě snímků a získat i velkou popularitu (např. Tomáš Holý), jen málokdy ale dětský herec u této profese zůstane i v dospělosti (např. Michal Suchánek, Christian Bale).